# Storia del piercing
La storia del piercing ha origini antiche, sicuramente preistoriche. Lo scopo principale era quello di distinguere i ruoli assunti dei vari membri all'interno della tribù, allo scopo di regolare i rapporti tra i vari individui sia nel quotidiano che durante le cerimonie, rendendo palese tutta una serie di informazioni sull'individuo e al suo rapporto con il gruppo di appartenenza.

## Fonti
La storia del piercing presenta un problema di base con le fonti utilizzate, poiché talune di esse sono palesi falsi storici o testi controversi e talvolta inattendibili, privi di riferimenti alle fonti primarie, e su cui sono stati mossi dubbi di autorevolezza e affidabilità.

### Body & Genital Piercing in Brief
Molte "storie del piercing" che circolano su Internet o che, in taluni casi, sono state inserite in saggi a tema antropologico o sessuologico, traggono origine dal celeberrimo pamphlet Body & Genital Piercing in Brief pubblicato dalla Gauntlet e scritto da Doug Malloy (al secolo Richard Simonton), imprenditore, pioniere e mecenate del moderno piercing e delle modificazioni corporee. Richard Simonton, introdotto nella comunità hollywoodiana (tra i suoi amici Groucho Marx, Laurence Olivier e Harold Lloyd, oltre al musicista Aram Khachaturian), negli ultimi anni di vita divenne un sostenitore della scena legata alle modificazioni corporee e grazie ai suoi finanziamenti nel 1975 il piercer Jim Ward poté dare avvio alla Gauntlet, la prima ditta di manifattura di gioielleria per piercing, nonché studio di piercing.
La sua Body & Genital Piercing in Brief, grazie alla sua successiva ristampa nel libro ReSearch 12: Modern Primitives nel 1989, è divenuta col tempo la principale fonte accreditata per tutte le "storie del piercing" presenti in Internet e pubblicazioni del settore. Ma la "storia del piercing" di Doug Malloy è tuttavia per gran parte frutto della sua fantasia, non avendo alcun supporto documentale, ed è dimostrato essere priva di alcun fondamento.
Tre le origini del piercing nate dalla fantasia di Doug Malloy e prive di alcun fondamento storico:
- Il piercing al capezzolo presso i centurioni romani: secondo Doug Malloy nell'Antica Roma di epoca imperiale, presso i centurioni sarebbe stato in uso forarsi i capezzoli applicandovi un anello al fine di assicurarvi la tunica, come segno di virilità e coraggio. Questa affermazione non è né vera né probabile e Jim Ward stesso riferisce che Simonton la trasse vedendo alcune corazze romane sulle quali erano applicati degli anelli su cui veniva effettivamente fissata la tunica.[1][2]
- Il piercing all'ombelico presso gli antichi egizi: secondo Doug Malloy presso gli antichi Egizi sarebbe stato in uso perforare l'ombelico delle donne nobili come segno di regalità.
- Il piercing al pene denominato Prince Albert: secondo Doug Malloy il principe Alberto, consorte della Regina Vittoria, avrebbe indossato questo tipo di piercing al fine di tenere scoperto il glande ed evitare odori sgradevoli all'olfatto di sua maestà. Questo tipo di piercing sarebbe inoltre servito a tenere fermo il pene, fissandolo con una catenella alla chiusura laterale dei pantaloni ottocenteschi.[7]

Nel prendere in esame quindi la pratica del piercing nella storia umana, non va tenuto conto del pamphlet di Doug Malloy Body & Genital Piercing in Brief, considerandolo per larga parte un falso storico.

### Altre fonti
Talune altre fonti sono ritenute controverse e talvolta giudicate non del tutto attendibili, in particolare quelle che fanno riferimento al piercing del capezzolo femminile nel medioevo e in età barocca e presso le culture tribali del Nordafrica o delle isole del Mediterraneo. Tali fonti non presentano fonti primarie, ma solamente fonti secondarie, che non chiariscono quale sia l'origine di queste informazioni. Tra esse vi figurano testi apparsi fin dai primi anni del Novecento per cura di studiosi, principalmente sessuologi, quali ad esempio E. Neumann, Iwan Bloch, Eduard Fuchs, Friedrich Salomo Krauss, Rustam J. Mehta, Stephen Kern, Hans Peter Duerr, che in nessun caso forniscono le fonti primarie delle loro affermazioni, ma si rifanno a fonti a loro vicine o poco chiare.
Sono altresì spesso prive di alcun riferimento documentale molte informazioni riguardo numerosi tipi di piercing in uso nella storia, contenute in pubblicazioni di carattere meno scientifico, quali manuali, saggi, instant book o in siti web dedicati a modificazioni corporee, tatuaggio e piercing, che fanno talvolta riferimento esplicito a falsi storici quali il citato pamphlet di Doug Malloy o a leggende metropolitane la cui origine e le cui fonti sono dubbie e controverse.
Anche riguardo alla ben nota pratica dei cosiddetti bosom rings o anneaux de seins, cioè la pratica del piercing del capezzolo in voga durante l'ultimo decennio dell'Ottocento in Francia, Inghilterra e sulla costa orientale degli Stati Uniti, riportata da numerosissime fonti, vi è chi, come ad esempio l'autorevole storica della moda e del costume Valerie Steele, pur confermandone anch'essa la pratica, ma associandola ad altre pratiche quali l'uso del corsetto e la fustigazione, facendola rientrare così in un contesto sadomasochista, mette in dubbio la veridicità delle varie testimonianze riportate dalle riviste di fine Ottocendo che la citano, che inserirebbero la pratica della perforazione dei capezzoli in contesti scolastici o aristocratici, reputandole esagerate, considerandole alla stregua di fantasie erotiche che enfatizzano la realtà, di modo che, a suo parere, non è del tutto chiaro che cosa sia vero e che cosa no.

## Storia

### Preistoria e culture tribali
La pratica del piercing è stata riscontrata fin da culture molto antiche e corpi mummificati presentano piercing di varia natura. La perforazione delle orecchie, ad esempio, è molto comune nelle culture tribali fino al giorno d'oggi.

#### Europa
La più antica mummia umana mai scoperta finora, ovvero la mummia del Similaun, ritrovata nel 1991 nel ghiacciaio di Similaun sulle Alpi Venoste, soprannominata Ötzi, oltre a numerosi tatuaggi, aveva un foro all'orecchio di 7,11 mm di diametro.

#### Asia

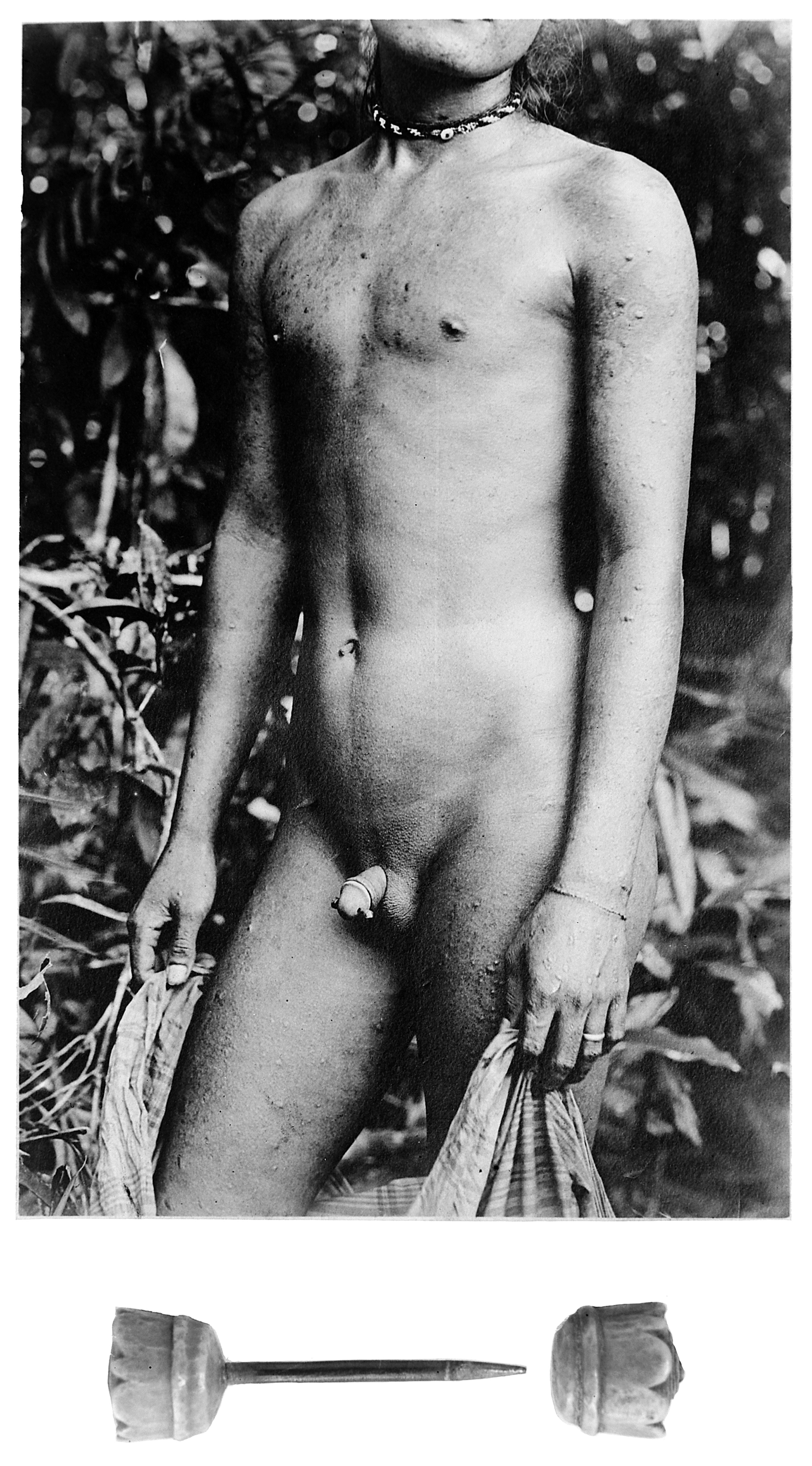
Maschio del Borneo con ampallang nel glande

La perforazione della narice è comune tra le tribù nomadi del Medio Oriente fin dall'antichità. La pratica è comune anche tra i guerrieri delle tribù dell'Estremo Oriente e del Pacifico, poiché un osso nel naso conferisce un'apparenza aggressiva.
Alle donne dell'area himalayana del Nord dell'India, del Nepal, del Tibet e del Bhutan, viene perforata la narice in giovane età, mentre il setto viene perforato durante il matrimonio a significare l'appartenenza al proprio sposo.
Nel Borneo la perforazione delle orecchie viene fatta ai ragazzi come rito di passaggio: la madre perfora un orecchio e il padre perfora l'altro, ciò simboleggia la dipendenza del figlio dai suoi genitori.
Presso i Daiachi del Borneo, oltre a essere in uso la totale depilazione del corpo, genitali compresi, cosa a cui dedicano una gran cura, sono in uso alcune forme di piercing genitali in entrambi i sessi. I maschi perforano il glande inserendo trasversalmente una barretta, che prende il nome di ampallang. Si tratta di una barretta di metallo che viene inserita nel glande dopo averlo perforato. Tale pratica ha uno scopo rituale quanto erotico: un uomo Daiachi non può sposarsi né avere rapporti sessuali con una donna senza aver prima praticato questa forma di modificazione genitale. Per le donne Daiachi infatti tale tipo di piercing procura maggiori stimolazioni di un pene che ne è privo. Presso il Sarawak Museum di Kuching, nel Borneo si trova una ricca documentazione di questa pratica, che parrebbe prendere ispirazione dal pene del rinoceronte bicorno di Sumatra e del Borneo, dotato naturalmente di un osso diagonale nel membro. I portatori di ampallang del Borneo, rendono pubblico questo tipo di modificazione con un piccolo tatuaggio sulla spalla. Le donne Daiachi sono solite perforare invece le grandi e le piccole labbra, con delle spine o delle ossa di animale, inserendovi poi dei larghi anelli dello spessore di una matita. Anche la clitoride viene perforata verticalmente assieme al cappuccio della clitoride, inserendo nel foro un piccolo anello d'oro. Talvolta l'anello viene sostituito con un gioiello a forma di fuso, molto doloroso da inserire, che non viene più tolto ed è oggetto di grande orgoglio per le donne Daiachi.
Nelle Filippine era in uso il "bastone del pene" e viene descritto fin dal 1590 nel Codice Boxer. Probabilmente si tratta dello stesso ornamento in uso nel Borneo, presso i Daiachi con il nome di ampallang.
Le ragazze del popolo Naga, delle colline omonime a sud della Birmania e dall'Assam e noti come tagliatori di teste, indossano anelli di 4" sulla parte superiore delle orecchie, mentre gli uomini portano orecchini con pendenti fatti di capelli umani di nemici cui hanno tagliato la testa. Le donne dei Todas dell'India, allargano i fori nei lobi delle orecchie indossandovi anelli di bambù e inoltre indossano un perno piatto nella narice. I Gadabas indossano larghi anelli nel centro dell'orecchio e piccoli anelli sulla parte superiore del bordo dell'orecchio, mentre la gioielleria maggiormente usata è costituita da anelli di ottone nelle orecchie e molti braccialetti coprono gli avambracci. Le ragazze Bondo rasano la loro testa, il che conferisce loro un aspetto più mascolino, in contrasto con quello effeminato dei ragazzi, questo a causa di un antic tabù, che vieta loro di indossare null'altro che un perizoma, di conseguenza tutta l'attenzione alla decorazione del corpo va nella gioielleria, composta da anelli d'argento, braccialetti e collane di perle multicolore a profusione. Uomini e donne indossano un piccolo anello sulla sommità dell'orecchio, con delle frange appese all'orecchino, e un piccolo e piatto plug nel lobo. I Kanis indossano soltanto un piccolo orecchino nella parte finale del lobo dell'orecchio, anziché sul davanti, come di consueto, e qualcuno indossa n anello nella narice, poche collane di perle e molti braccialetti su entrambe le braccia.

#### Africa

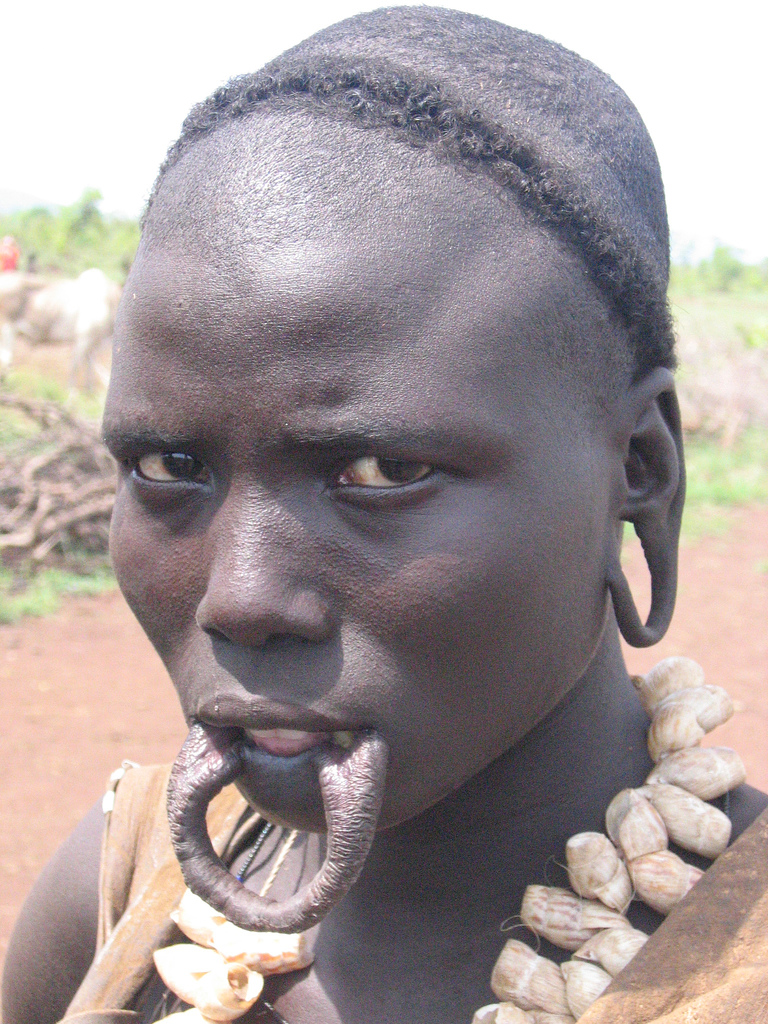
Donna Mursi, basso corso del fiume Omo, Etiopia

La perforazione del labbro nelle culture tribali africane è un'esclusiva femminile e il significato della pratica cambia da tribù a tribù. Ad esempio presso la tribù Dogon del Mali un anello al labbro viene portato per questioni spirituali; nella tribù Saras-Djinjas del Ciad il labbro della donna viene forato con il matrimonio, così da rappresentare un simbolo di assoggettamento al marito. Infine presso la tribù Makololo del Malawi il labbro delle donne viene perforato per un puro motivo estetico: pochi uomini Makololo andrebbero con una donna che non porta tale tipo di ornamento, considerandola innaturale.
Presso le culture tribali africane gode di una certa diffusione anche la pratica del disco labiale, un piercing al labbro inferiore ampiamente dilatato, fino a ospitare un disco di terracotta o altro materiale. Presso le donne dei Sara, nella regione africana dell'Ubangi-Sciari, è in uso questo tipo di modificazione corporea. Alcuni ricercatori suggeriscono che tale pratica abbia preso piede per rendere le donne poco attraenti per i mercanti di schiavi, che avrebbero così evitato di catturararle, anche se nel tempo tale pratica è andata via via diminuendo e tra i Sara sembra essere in via d'estinzione.
I Kanuri, che sono la popolazione predominante del Bornu, nel Nord-Est della Nigeria, indossano un plug in entrambi i lobi delle orecchie.
I Masai del Kenya forano i lobi e la sommità delle orecchie, allargando inoltre i fori nei lobi, mentre il capo tribù indossa lunghi pendenti. Alcune donne Masai indossano orecchini fatti di perline colorate, di cui alcuni si presentano a cerchio, mentre altri invece solo dei fili di perline verticali appesi alle orecchie. Alcune ragazze di questo popolo, invece, indossano zanne nella parte superiore delle orecchie. Così come i Masai, anche i Pokot praticano la circoncisione femminile, dopodiché le ragazze indossano anelli e spirali di metallo nelle orecchie, dopo il matrimonio dei plug nel labbro inferiore. I guerrieri Pokot portano una foglia di alluminio al agganciata al setto nasale, oltre a un plug nel labbro. I ragazzi Samburu, un altro popolo del Kenya, praticano un foro nei lobi che viene allargato dopo essere stati circoncisi, mentre le ragazze indossano lunghe file di perline ai fori delle orecchie appese da un orecchio all'altro.
I guerrieri Kadum indossano un anello nel labbro inferiore, mentre i Suk indossano numerosi orecchini in un solo foro nel lobo dell'orecchio. I Suk delle pianure portano invece dei plug al labbro e dischi al naso, mentre le donne sposate dello stesso popolo indossano un plug ad anello nel labbro e larghi orecchini lungo tutto l'orecchio e un disco sulla cima delle orecchie. Gli anziani Suk portano un ornamento a forma di foglia appeso a un anello nel setto nasale.
I Turkana indossano ornamenti a forma sferica sulle labbra, lunghi pendenti a forma di foglia al setto nasale e quattro lunghi orecchini nei lobi a forma di catena, mentre le donne sposate dello stesso popolo indossano larghi orecchini a forma di foglia con una collana abbinata e un lungo plug sul labbro. Sia i maschi che le femmine del popolo Dinka indossano un orecchino nei lobi in molteplici forme. I capi Elgeyo portano ornamenti nei buchi allargati dei lobi, mentre le ragazze a partire dai 14 anni indossano degli ornamenti simili a tappi di sughero nei fori allargati dei lobi delle orecchie.
Le donne sposate dei Nandi hanno anch'esse i lobi delle orecchie allargati e vi indossano lunghi lacci di pelle che arrivano fino alla vita, oltre a vari pendenti sulla sommità delle orecchie. Le donne Somia indossano spirali nei fori allargati dei lobi. Le ragazze Kurya, dopo la circoncisione, indossano dei plug nelle orecchie, a forma di "tamburo". Ne portano due per orecchio, uno sul lobo e uno sulla sommità. Entrambi i sessi hanno i fori nei lobi delle orecchie allargati e vi indossano vari tipi di ornamento in metallo, legno, perle e avorio. Le ragazze e le donne Bajun indossano anche loro larghi plug nelle orecchie, in argento oppure oro, hanno inoltre le narici e il setto del naso forati, portando in quest'ultimo un ornamento in filigrana. I Sabburu portano plug nei lobi delle orecchie e delle spine sulla sommità delle orecchie. Alcuni individui allargano i fori dei lobi fino a unirli alla base del collo. Uomini e donna Torposa indossano tre anelli nei lobi, mentre le donne sposate portano una lunga decorazione di filo metallico che ricorda uno spiedo nel labbro.
Nel sudest del Sudan vi sono popolazioni che portano un largo piattino a forma di cuneo al labbro, qualcuno afferma che questa pratica abbia avuto origine nella tratta degli schiavi, altri che è associata al culto degli animali: con queste modificazioni corporee le labbra ricordano il becco di certi uccelli, come gli eurylaimidae o i platalea. Al giorno d'oggi, comunque, i larghi piattini sono indossati solamente dalle generazioni più vecchie, mentre i giovani indossano piccoli plug e orecchini, solitamente tre sulla sommità delle orecchie e uno nel lobo allargato. Qualcuno indossa orecchini in avorio, mentre pendenti di corno bovino vengono donati alle mogli dai mariti nel giorno del matrimonio. Gli Zulu indossano ornamenti circolari fatti di perline in diversi stili, ognuno dei quali sta a indicare un differente stadio nella vita della donna. Si dice che vi sia una codifica specifica nei colori utilizzati dagli ornamenti degli Zulu.
Gli uomini Dogon credono che una donna senza decorazioni su naso e bocca, sia nuda ed essere nude corrisponde ad essere mute. Numerosi anelli vengono indossati lungo il bordo delle orecchie, un piccolo anello viene indossato sulla narice e un anello viene indossato al centro del labbro. I Wodaabe indossano larvhi anelli di ottone in undici fori nelle orecchie che vengono praticati durante l'infanzia. I Falani del sud del Niger dimostrano il loro status e la loro ricchezza facendo sfoggio di oro: indossano anelli d'oro nel setto del naso e nelle orecchie, denti d'oro e dopo il matrimonio indossano larghi e pesanti orecchini d'oro così come facevano gli antichi Samariani. Le donne dei Beja, che vivono nel deserto nubiano, indossano orecchini piatti a forma di mezzaluna e un anello d'oro nella narice. Gli Swahili dell'Africa dell'Est, indossano diversi piccoli anelli d'argento lungo il bordo dell'orecchio, nei lobi un largo disco decorato e un piccolo anello nella narice.

#### Americhe

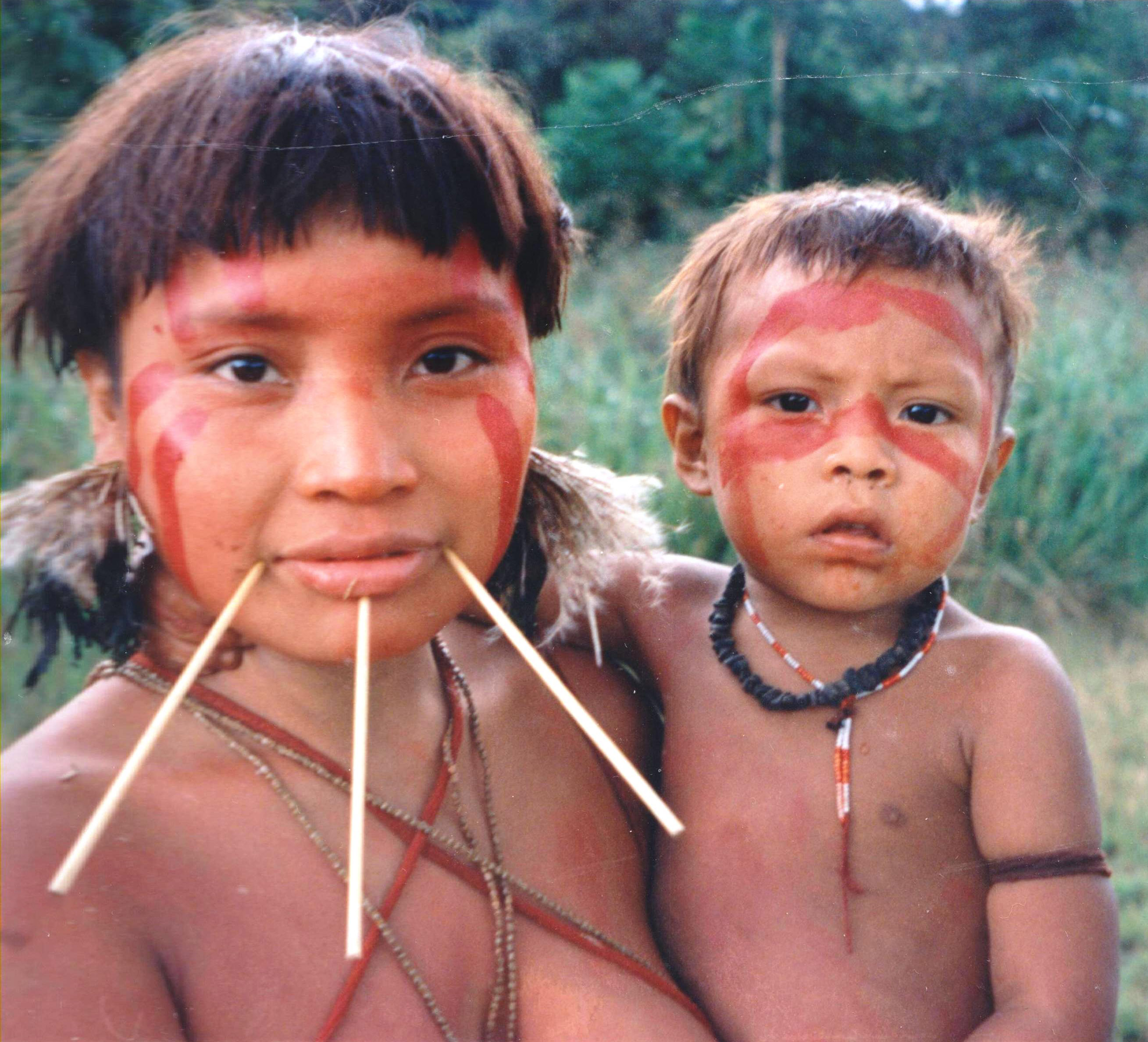
Giovane donna Yanomamö con piercing facciali

Presso molte tribù di nativi americani la perforazione del setto nasale è un marchio dello status maschile. Ad esempio a questa usanza deve il proprio nome la tribù dei Nez Percé (letteralmente "Nasi Forati"). La pratica è comune al giorno d'oggi anche presso gli indiani Cuna dell'isola di Panama. Uomini e donne Marubo, nel Brasile occidentale, hanno in uso la perforazione del setto nasale, facendovi passare attraverso alcune fila di perline, ciò è considerato un mezzo per entrare in sintonia con la natura che li circonda.
Gli uomini Karankawa, una popolazione di nativi americani estinta che abitava il golfo del Messico, in Texas, usavano dipingersi il corpo, tatuarsi e perforare il labbro inferiore e i capezzoli con piccoli pezzi di canna. La testimonianza proviene da coloni spagnoli insediatisi negli stessi territori in cui vivevano i Karankawa, che risiedevano nelle vicinanze dell'Isola del Padre, dove Padre Jose Nicholas Balli costruì una missione proprio con il proposito di convertire questi nativi americani al cristianesimo. Oltre a sottoporsi a queste pratiche di piercing, viene riportato inoltre che i Karankawa si cospargessero il corpo di fango e grasso animale e che praticassero il cannibalismo su nemici morti, così come su prigionieri vivi. Questa popolazione venne in seguito forzatamente spostata nel Texas dell'ovest, dove furono probabilmente sterminati.
Nelle civiltà precolombiane, la perforazione del labbro era considerato uno status symbol e solamente gli uomini di alto rango potevano indossarlo. Nel Sud America tale tipo di piercing viene chiamato Tembetá. Presso gli Yanomamö si usa perforare il labbro inferiore, inserendovi dei bastoncini. Ciò permette ai giovani innamorati di scambiarsi messaggi erotici velati. Sempre in Sud America, gli uomini delle popolazioni Cashinawa, che vivono alle sorgenti del Rio delle Amazzoni, forano le narici inserendovi delle piume. Presso le popolazioni Jivara, celebri per la pratica di rimpicciolire le teste, le ragazze in attesa di matrimonio, portano una piccola canna inserita in un foro nel labbro inferiore, mentre gli uomini indossano larghi plug nei lobi delle orecchie. Gli indiani Carafa indossano piume nelle orecchie forate e canne sottili infilate in un foro praticato appena sotto il labbro inferiore. I Chavantes portano spine di legno nei lobi delle orecchie.

#### Australia e Oceania
Gli aborigeni australiani perforano il setto nasale con un lungo stecchetto così da appiattire il naso.
La tribù Bundi di Papua Nuova Guinea perfora il setto del naso come rito di passaggio all'età adulta da parte dei maschi. Le ragazze della Nuova Guinea indossano lunghe spine attraverso il setto nasale e perforano anche le narici, mentre gli uomini indossano delle zanne, sempre attraverso un foro nel setto nasale.
Le donne dell'isola di Truk, oggi Chuuk, in Micronesia, erano solite perforarsi le piccole labbra per inserirvi oggetti che tintinnavano al loro cammino. Questo tipo di piercing era motivo di grande orgoglio per le donne trukesi e nel caso di una lite erano solite denudarsi così da poter mettere a confronto i loro piercing genitali.

### Antichità

#### Mesopotamia
Elizabeth Straw, curatrice della mostra Bodies of Cultures: A World Tour of Body Modification del Museo di archeologia e antropologia dell'Università della Pennsylvania, ha voluto dimostrare le correlazioni tra le modificazioni corporee dell'antichità e del mondo moderno, evidenziando alcuni usi del piercing rimasti inalterati nel tempo. La mostra esibisce, tra le altre cose, un bassorilievo mesopotamico risalente al 2900 a.C. che mostra un uomo con evidenti piercing multipli ai lobi delle orecchie.

#### Antico Egitto
Ivan Bloch, nel suo libro Sexual Life in England. Past and Present, rifacendosi a una fonte antecedente, E. Neumann John Bull beim Erziehen (1901), afferma che la pratica della foratura dei capezzoli fosse in uso anche presso gli antichi egizi. Alcune fonti secondarie si spingono a sostenere che la regina Cleopatra avrebbe avuto il capezzolo sinistro introflesso e che per guarire da questa malformazione sarebbe ricorsa a una forma di piercing, forando il capezzolo e inserendovi uno o più sassolini. Ivan Bloch nel suo Beiträge zur Aetiologie der Psychopathia sexualis del 1903 riferisce anch'egli del piercing ai capezzoli della regina Cleopatra, asserendo che avrebbe invece indossato anelli al seno. Tuttavia nessuna di queste fonti cita la fonte primaria da cui proverrebbe l'informazione. Victoria Sherrow nel suo For Appearance' Sake. The Historical Encyclopedia of Good Looks, Beauty, and Grooming del 2001 unitamente a Desmond Morris nel suo The Naked Woman. A study of the female body del 2004, afferma che in alcui periodi storici fosse invalsa la pratica di esporre il seno nudo, che portava a decorarlo in varie maniere, ma non fa riferimento ad alcuna perforazione dei capezzoli, bensì riferisce che la regina Nefertari, così come altre donne aristocratiche egiziane, usava decorare i propri capezzoli dipingendoli con della vernice dorata.

#### India

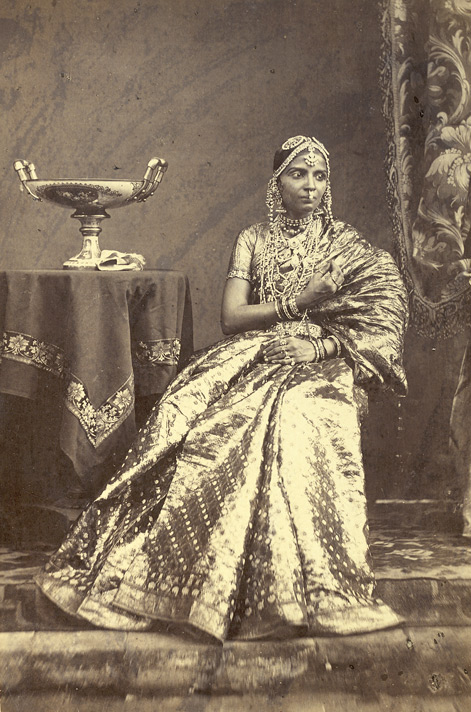
Donna indiana con piercing al setto nasale

Nei Veda, i più antichi libri sacri indiani, si trova un riferimento ai lobi e al naso forati della dea Lakshmi È inoltre molto comune in India la perforazione di una o di entrambe le narici: le donne indiane in età fertile indossano un anello al naso, solitamente alla narice sinistra, poiché la narice è associata con gli organi riproduttivi femminili nella medicina ayurvedica. Nella letteratura specialistica, viene fatto spesso riferimento alla pratica, in uso presso le donne indiane di perforarsi sia le piccole che le grandi labbra, oltre a tatuare il pube.
Nel Kamasutra Vatsyayana fa riferimento alla pratica del piercing del pene, affermando che presso alcune popolazioni del Sud dell'India si considerava che il vero piacere sessuale non fosse raggiungibile se non perforando il pene, non è tuttavia chiaro in quale punto del pene questo tipo di piercing venisse praticato, seppure venga descritta nei dettagli la pratica, che avveniva praticando il foro con un coltello e inserendovi pezzetti di canna o avorio, durante la guarigione, alla fine della quale il foro veniva ulteriormente allargato inserendo un tubicino di piombo con un nodo sporgente all'estremità. Secondo taluni questo piercing corrisponderebbe a quello attualmente conosciuto come Apadravya, che attraversa il glande longitudinalmente e che può ospitare barrette di diverso materiale, quali: oro, argento, ferro, ottone, avorio, corno, latta o piombo. Talune fonti considerano però l'Apadravya non un piercing, bensì un dildo, un giocattolo erotico a forma di pene, o degli anelli da indossare esteriormente, sul pene.
In India i Sadhu, i mistici indù, praticavano e praticano tuttora inoltre il piercing del prepuzio: al fine di impedire qualsiasi tipo di attività sessuale, viene perforato il pene e appesi dei pesi che ne impediscono l'erezione.

#### Medio Oriente
L'usanza della perforazione della narice si diffuse nel Medio Oriente nel XVII secolo, durante il periodo dei Mogol, come influenza dall'India. In questo periodo divenne tradizione forare la narice sinistra, perché, secondo le superstizioni locali, questa è connessa con la riproduzione: per la donna che indossava un anello al naso, il parto sarebbe stato meno doloroso.
La pratica di forare i lobi delle orecchie compare anche nella Bibbia, dove gli orecchino vengono indossati da entrambi i sessi. Nel Libro dell'Esodo 32, Aronne fonde gli orecchini per farne il vitello d'oro. Il Deuteronomio 15:12-17 dispone la perforazione dell'orecchio per lo schiavo che sceglie di non venire liberato. Nel libro della Genesi 24:22, il servo di Abramo dona a Rebecca, moglie di Isacco, un gioiello per il naso d'oro del peso di circa mezzo siclo. Il termine ebraico Nezem, che appare in questo passaggio della Bibbia, significa "anello per il naso" nel moderno ebraico, ma nell'antico ebraico significa anche "orecchino", da alcuni passi successivi si capisce chiaramente che si tratta di un anello per il naso.

#### Civiltà greco-romana
Tra greci e romani era in uso il piercing del lobo delle orecchie, come evidenzia la già citata mostra Bodies of Cultures: A World Tour of Body Modification dello University of Pennsylvania Museum of Archaeology and Anthropology. Il piercing del prepuzio del pene maschile, è, tra i piercing genitali, uno tra i maggiormente diffusi nel mondo antecedentemente al revival moderno del piercing e tra i maggiormente documentati. È anche una delle pratiche di modificazione dei genitali maschili più antica, tanto quanto la circoncisione. La pratica era già in uso presso gli antichi greci, in diverse epoche, come strumento di castità per gli schiavi e per fermare il pene durante le gare e le battaglie degli atleti (che gareggiavano nudi) e militari. Sembra fosse infatti in uso durante la Guerra di Troia, tanto quanto durante le antiche Olimpiadi.
Alcune forme di piercing erano comuni nell'Antica Roma e nell'Impero Romano. Gli orecchini erano ad esempio molto più comuni tra gli uomini che tra le donne. Erano inoltre in uso alcuni piercing genitali, quale ad esempio il citato piercing del prepuzio marchile, che veniva frequentemente effettuato dagli attori e artisti per rendersi maggiormente attraenti. Costoro lo indossavano per la maggior parte del tempo per toglierlo solo durante l'atto sessuale e c'era chi era disposto a pagare per il solo piacere visivo di rimuovere il gioiello dal pene. Aulo Cornelio Celso descrive inoltre come questo tipo di piercing venisse praticato: prima si marcavano con dell'inchiostro i due punti del prepuzio da perforare, quindi si perforava il prepuzio da parte a parte, inserendo un filo. Durante la guarigione il filo veniva mosso di tanto in tanto, per agevolare la pulizia del foro, quindi una volta guarito veniva sostituito con una fibula.
Un altro piercing in uso nella Roma Antica era la cosiddetta infibulazione delle schiave, consistente nel praticare un piercing alle grandi o alle piccole labbra in prossimità dell'ingresso della vagina, inserendovi un anello, con lo scopo di preservarne la castità (pratica, secondo le fonti, invalsa comunque anche presso i greci e le culture indo-persiane).
Una leggenda afferma inoltre che le donne della Roma antica avrebbero forato i propri capezzoli al fine di ingrandire e abbellire il seno, tuttavia questa informazione è totalmente priva di supporto storico documentale, mentre è confermato da fonti storiche che tra le donne romane fosse in uso abbellire i capezzoli tingendoli con del rossetto. È il caso per esempio dell'imperatrice Messalina, che per tale motivo divenne oggetto delle satire di Giovenale.

#### Civiltà precolombiane

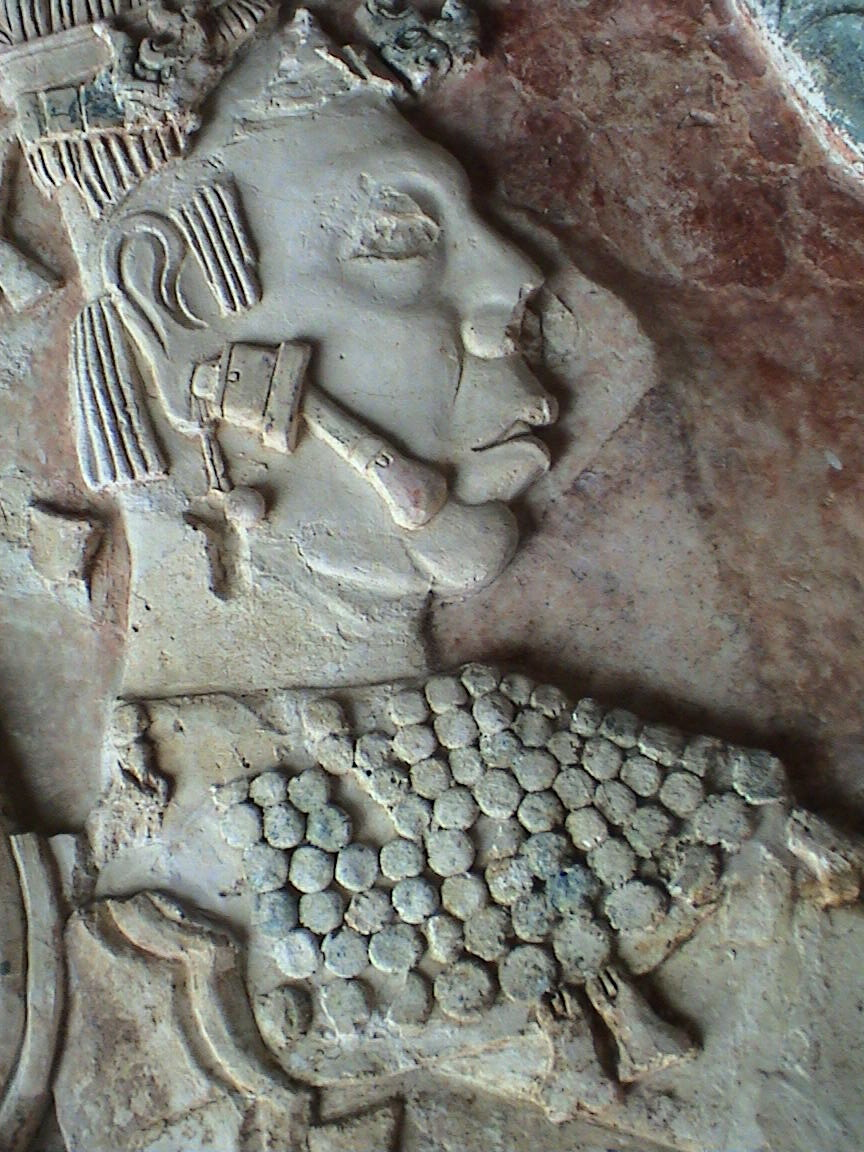
Bassorilievo nei pressi di Palenque raffigurante una figura umana con un dilatatore al lobo dell'orecchio

Alphonso Lingis, nel suo Excesses: Eros and Culture, sostiene che presso i maya fossero in uso numerose forme di modificazione corporea, oltre al ben noto allungamento del cranio, utilizzassero, sia per scopo rituale che ornamentale, perforare lobi, narici e labbro inferiore, così da inserirvi spine, denti di animale, perle, catene, anelli. Praticavano la clitoridectomia sulle ragazze e la circoncisione sui ragazzi. Praticavano la scarificazione e adornavano il pene inserendovi pietre colorate e anelli nel glande. Assieme a una moltitudine di altre pratiche, erano soliti inoltre perforare i capezzoli inserendovi degli anelli.
Presso gli Aztechi i lobi delle orecchie venivano dilatati per piacere estetico o come segno di appartenenza a una determinata tribù. Aztechi e Incas indossavano, inoltre, un anello d'oro al setto nasale come ornamento.
La perforazione dei genitali, assieme a quella della fronte, era in uso presso la cultura centroamericana Olmeca (1500 a.C. circa) e nelle successive culture da essa influenzate.

### Medioevo e Rinascimento
Hans Peter Duerr, nel suo libro Dreamtime, racconta come nel XIV secolo, presso la corte della regina Isabella di Baviera, sarebbe divenuta in uso la moda femminile della "grande scollatura": le scollature degli abiti si sarebbero abbassate tanto da scoprire l'ombelico. I seni così esposti, sarebbero stati talvolta decorati, i capezzoli sarebbero stati colorati con del rossetto, ornati con anelli tempestati di diamanti o piccoli cappucci, e talvolta forati passandovi attraverso delle catenelle d'oro.
Bloch ne segnala inoltre l'uso come strumento di tortura nella Spagna medievale per opera dell'inquisizione che l'avrebbe praticata su ragazze e donne eretiche, forando loro i capezzoli, se non l'intera mammella, con spilloni o chiodi arroventati, inserendo poi nel foro degli anelli di ferro. Gli anelli nei capezzoli sarebbero serviti per immobilizzare le prigioniere nude a dei pali dove sarebbero poi state fustigate con delle canne o dei bastoni. Tale uso quale strumento di tortura sarebbe inoltre attestato anche presso i turchi, che l'avrebbero messo in pratica su giovani ragazze armene. Bloch stesso suggerisce tuttavia l'idea che queste testimonianze sembrino essere più delle fantasie erotiche, non fornendo fonte documentale a comprovarne la reale pratica.
Cornelis de Pauw testimonia come la perforazione del prepuzio fosse in uso presso i calogeri dei monaci greci come strumento di castità. Tali monaci perforavano il prepuzio infilando poi un largo e pesante anello di ferro, tale da impedire l'erezione. Tale pratica pare fosse in uso anche presso i monaci turchi, quali i dervisci e altri santoni, tanto che i fedeli giudicavano la loro santità in base alla dimensione del loro rosario e dell'anello che portavano nel pene.
In età elisabettiana l'orecchino era uno status symbol prettamente maschile, indossato da personaggi come Shakespeare, Sir Walter Raleigh, e Francis Drake.

### Età barocca
Il controverso articolo Those Little Perforations, apparso sul giornale medico World Medicine nel 1978, attesterebbe l'uso della perforazione del capezzolo femminile anche nel XVII secolo presso le corti del re Luigi XIV di Francia e del re Carlo II d'Inghilterra. Così come accaduto tre secoli prima alla corte della regina Isabella di Baviera, anche nella Francia del periodo barocco sarebbe infatti divenuta di moda una scollatura tanto ampia da esporre i capezzoli. La Chiesa avrebbe condonato questa moda solamente perché le signore, inserendo degli anelli d'oro nei loro capezzoli, facevano in modo che il seno non fosse completamente nudo. La moda, una volta attraversata la Manica, avrebbe trovato emuli tra le nobili inglesi che si sarebbero spinte a forarsi a loro volta i capezzoli inserendovi degli anelli d'oro come ornamento.
Ivan Bloch, rifacendosi a Isaac Disraeli, conferma infatti la moda della grande scollatura, che si sarebbe spinta a esporre i seni delle gran dame, presso la corte inglese di Carlo II, coeva a quella del Re Sole, ma non fa alcun cenno alla pratica della perforazione dei capezzoli. La moda scandalizzò benpensanti e puritani e fu oggetto di una severa condanna morale da parte di costoro, tanto che vennero pubblicati dei libelli atti a bacchettare questa e altre abitudini considerate "sconvenienti".

### Età vittoriana

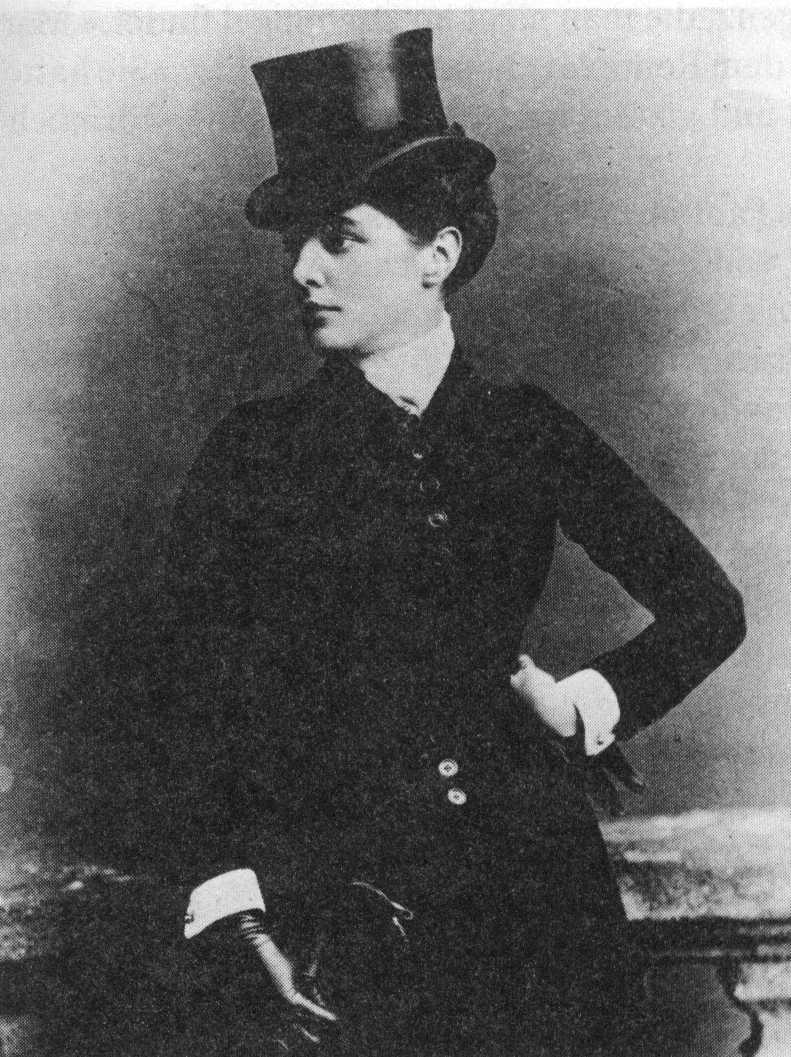
Lady Randolph Churchill

Numerose testimonianze riportano che tra le signore britanniche (ma anche tra alcuni uomini) di tarda epoca vittoriana, cioè attorno tra gli anni ottanta e novanta del XIX secolo, fossero divenuti di moda i cosiddetti bosom rings ("anelli da seno"). La pratica di perforazione dei capezzoli con applicazione di anelli d'oro o di spille ingioiellate, talvolta uniti da catenelle, avrebbe avuto lo scopo di aumentare la forma degli stessi, come rimedio contro il capezzolo introflesso, ma anche per pura stimolazione erotica. Pare la pratica avesse avuto origine a Parigi con il nome di anneaux de sein ("anelli da seno") e da lì avrebbe poi attraversato la Manica per prendere piede nella capitale britannica. A Londra la foratura dei capezzoli veniva effettuata da alcuni gioiellieri specializzati e alcune fonti riportano che un gioielliere di Bond Street affermava di aver forato i capezzoli di oltre 40 signore e giovani ragazze londinesi. Altre fonti si spingono ad affermare che tra le signore vittoriane ad avere i capezzoli forati, oltre a una non meglio identificata celebre attrice del Gaiety Theatre e a una famosa cantante, che avrebbe collegato gli anelli ai propri capezzoli l'uno all'altro con una corta catenella, ci fosse anche Lady Randolph Churchill, la madre del primo ministro britannico Winston Churchill, che era comunque per certo anche tatuata. Valerie Steele, nel suo Fashion and eroticism. Ideals of feminine beauty from the Victorian era to the Jazz Age del 1985, riporta inoltre una testimonianza, tratta da un numero della rivista Society del 1899, in cui si afferma che a ad avere i capezzoli forati, indossandovi degli "anelli da seno" (breast rings) vi fossero anche tre nobili ragazze francesi, figlie di un marchese.
A tale moda fanno riferimento Iwan Bloch nel suo Beiträge zur Aetiologie der Psychopathia Sexualis del 1903 e nel suo Sexual Life in England. Past and Present del 1938 (la cui edizione originale in tedesco è del 1907); Friedrich Salomo Krauss nel suo Die anmut des frauenleibes mit Abbildungen nach original Photographien del 1904; Rustam J. Mehta in Scientific Curiosities Of Sex Life del 1912; Stephen Kern in Anatomy and Destiny del 1975; Bruce Felton e Mark Fowler in Felton & Fowler's More best, worst, and most unusual del 1976; Hans Peter Duerr nel suo Dreamtime del 1987 e molti altri. Oltre questi, a trattare della moda ottocentesca dei bosom rings, vi sono numerosi periodici di fine Ottocento quali The English Mechanic and World of Science, Family Doctor, Society e The Illustrated Boston News, attualmente almeno in parte reperibili e che confermano uno scambio di lettere e testimonianze su questo argomento che attesterebbero con una certa sicurezza l'esistenza della moda degli anelli ai capezzoli tra le giovani donne dell'alta società britannica, francese e statunitense, oltre che tra alcuni uomini. Il citato saggio di Valerie Steele, inoltre, conferma anch'esso la pratica della foratura dei capezzoli presso le donne dell'età vittoriana, associandola ad altre pratiche quali l'uso del corsetto e la fustigazione, facendoli rientrare così in un contesto sadomasochista, e aggiungendo che tale pratica era invalsa tanto presso le donne quanto presso gli uomini, in un contesto di travestitismo masochista, citando direttamente anche altre testimonianze presenti nelle riviste dell'epoca, non menzionate dagli altri autori.
Neumann nel suo John Bull beim Erziehen. Eine Sammlung Briefe von Anhängern und Gegnern der körperlichen Züchtigung und Korsettdisziplin im englischen Erziehungswesen del 1901 cita ulteriori riferimenti che riportano come la moda avesse preso piede, oltre che a Parigi e Londra, anche presso giovani donne della costa orientale degli Stati Uniti, che si sarebbero recate fino a Parigi per farsi forare i capezzoli da gioiellieri specializzati, nonostante a New York vi fosse una "clinica per massaggi" il cui personale femminile praticasse questa operazione. Neumann riporta inoltre numerose lettere apparse nelle riviste Family Doctor, Society e The Illustrated Boston News, citando alla fine anche alcuni indirizzi di gioiellerie parigine e londinesi che praticavano la perforazione dei capezzoli e vendevano gioielli dai utilizzare in questi piercing, menzionandone alcuni situati a Parigi in Rue de la Paix, Palais Royal, Rue Leopold, Rue St. Honoré, e a Londra a Bond Street e nel Westend.
Tra i testi provenienti dalle riviste citate di fine ottocento, vi è comunque anche chi sostiene che quella dei capezzoli forati non fosse una moda dell'ultimo deccennio dell'Ottocento, ma che fosse in voga già da qualche lustro. Uno scrittore afferma che una duchessa sua conoscente, recentemente deceduta, indossava gli anelli ai capezzoli da almeno venticinque anni. Vi è inoltre un'ulteriore riferimento del periodo alla perforazione dei capezzoli in alcuni dei disegni a tema erotico e feticista di Franz von Bayros, che esibiscono seni femminili nudi con capezzoli forati che indossano anelli di grandi dimensioni, come è evidente ad esempio nella Tavola VI dal portfolio Im Garten der Aphrodite, il cui soggetto femminile indossa due grossi anelli ai capezzoli collegati tra essi da una catenella.

### XX secolo
Nel ventesimo secolo, in particolare a partire dagli anni settanta, il piercing prende a diffondersi ampiamente nel mondo occidentale, in tutte le sue varianti, che vanno dai piercing ai lobi a quello alla narice o al setto del naso, alle labbra della bocca, ai capezzoli, all'ombelico e ai genitali.

#### Prima metà del secolo
Sembra che presso i marinai fosse invalsa la credenza che forare il lobo acuisse la vista, così da poter ottenere il posto di vedetta, che era fra i più ambiti. I marinai portavano orecchini d'oro, cosicché, se fossero morti in mare e il loro corpo fosse stato trascinato a riva dalla corrente, con essi si sarebbe potuta pagare una sepoltura cristiana: il loro spirito, altrimenti, avrebbe vagato inquieto per l'eternità. Tra gli stessi marinai britannici e statunitensi del XX secolo, sarebbe attestata anche la pratica di forare i capezzoli quale rito di passaggio al doppiare una determinata linea (dell'equatore, dei tropici o la linea internazionale del cambio di data) e varie immagini di marinai tatuati lo confermerebbero. Steven Zeeland, nel suo Sailors and sexual identity. Crossing the line between "straight" and "gay" in the U.S. Navy del 1995, riferisce di una pratica similare, in voga sempre tra i gli infermieri della marina statunitense di stanza a Okinawa, presso 3º Battaglione Medico di Camp Hansen, consistente nel praticare il piercing al capezzolo come segno di appartenenza al corpo di stanza in quella precisa località.
Alcune forme di piercing erano parzialmente diffuse anche durante la prima metà del XX secolo, prima dell'avvento del moderno piercing, tra dagli artisti delle fiere, i cosiddetti sideshow, dove fachiri, uomini e donne tatuati talvolta si spingevano a praticare anche svariate forme di piercing. Una testimonianza in tal senso ci proviene anche dal sito BME - Body Modification Ezine, in cui un lettore testimonia di aver incontrato da bambino una donna a una di queste fiere, che stava allattando all'interno di una tenda e aveva numerosi piercing, indossando anelli d'oro ai lobi, al naso e ai capezzoli. Tra gli artisti da sideshow più celebri vi è Rasmus Nielsen, il cui spettacolo consisteva nel sollevare una incudine appesa ai suoi piercing ai capezzoli. Diverse fotografie di donne tatuate, alcune appartenenti proprio al mondo dei side show, provenienti dalla Kobel Collection dimostrano anch'esse come la pratica non fosse del tutto sconosciuta durante la prima metà del Novecento. Ethel Granger, riconosciuta nel Guinness dei primati come la donna con la vita più stretta, dato l'utilizzo di corsetti al fine di ridurre il giro vita, durante gli anni venti e trenta, con l'aiuto del marito, aveva forato lobi, narici, setto e capezzoli, allargando successivamente i fori con l'inserimento di anelli di maggiore spessore. Charlotte Hoyer, una mangiatrice di spade tedesca degli anni quaranta/cinquanta, aveva svariati piercing, oltre alla lingua, aveva forati entrambi i capezzoli, le piccole e grandi labbra della vulva. Kathy, una celebre spogliarellista britannica degli anni sessanta, aveva entrambi i capezzoli forati ornati con vistosi pendent Elizabeth Weinzirl, celebre donna tatuata, aveva avuto i capezzoli forati durante gli anni sessanta, anch'essa, così come accaduto a Ethel Granger.
Nel 1954 viene pubblicato in Francia, dall'editore Jean-Jacques Pauvert, il romanzo erotico che suscita scandalo, Histoire d'O, scritto dalla letterata Dominique Aury sotto lo pseudonimo di Pauline Réage. Il racconto narra della progressiva sottomissione della giovane "O" al proprio fidanzato René, tanto da accettare una serie di atti via via più dolorosi ed estremi: viene frustata, sodomizzata, data ad altri uomini e infine marchiata a fuoco sulle natiche e sottoposta a un piercing delle grandi labbra, in cui le viene apposto un anello, subendo anche la totale depilazione genitale, così da permettere una maggiore visibilità del piercing.

#### Anni sessanta e settanta
Tra gli anni sessanta e settanta, la pratica del piercing, principalmente ai capezzoli e ai genitali, comincia a diffondersi tra le sottoculture BDSM e gay leather, grazie soprattutto al lavoro svolto da Doug Malloy (Richard Simonton), Mr. Sebastian (Alan Oversby), Fakir Musafar (Roland Loomis) e Jim Ward. Si deve a loro l'impegno nella diffusione della pratica del piercing, alla realizzazione della gioielleria per piercing, alla definizione di metodi e tempi di guarigione per ogni singolo piercing. L'aumento di interesse nei confronti del piercing che si stava sviluppando durante gli anni settanta, spinse Simonton a consigliare a Jim Ward, che all'epoca lavorava come corniciaio, di avviare un'attività di piercing. Nel 1975 Simonton finanziò Ward per avviare il suo studio di piercing Gauntlet, originalmente con base nella casa di Ward, dove questi iniziò a produrre gioiellerie per piercing e imparare su come praticare i vari tipi di piercing. L'attività, la prima nel suo genere, ebbe inizio nel novembre del 1975 e questa è considerata la data di inizio della moderna industria del body piercing.
Nel mondo occidentale la pratica del piercing inizia a diffondersi anche in seno alla comunità del tatuaggio: spesso persone pesantemente tatuate hanno preso a forarsi anche lobi, narici, capezzoli e genitali. Successivamente il piercing ha iniziato ad essere praticato dalle sottoculture giovanili: tra i primi ad utilizzare la perforazione di lobi e narici, ci sono stati gli hippy, tra gli anni sessanta e settanta. Negli anni settata il piercing al capezzolo comincia ad apparire fuori dal mainstream. Nancy Friday, ad esempio, nelle sue ricerche sulle fantasie erotiche femminili, si imbatte in fantasie su complessi rituali di perforazione dei capezzoli che, in taluni casi, divengono pratiche reali di play piercing nei suoi Il mio giardino segreto. Fantasie erotiche femminili (My Secret Garden. Women Sexual Fantasies) del 1973 e nel seguito di questo volume, Forbidden Flowers. More Women’s Sexual Fantasies, pubblicato nel 1975. Richieste in merito a dove poter effettuare la pratica compaiono in riviste di sessuologia, mentre una pionieristica moda denominata percée de sein ("foratura dei seni", in francese), sembra prendere piede sulla Costa Azzurra tra le ragazze in topless o in nudo integrale sulla spiaggia, come testimoniano libri e riviste di metà degli anni settanta.
Il dottor Harold Greenwald, nel suo libro The Sex-Life Letters del 1973, ma la cui prima edizione è del 1972 e alcuni scritti contenuti in esso risalgono anche al 1968, tratta del piercing al capezzolo come di una realtà diffusa e consolidata tra alcune donne dell'epoca. In un articolo dedicato esplicitamente alla pratica racconta di essere esperto di foratura delle orecchie da oltre ventisei anni, ma di aver ricevuto anche richiesta di foratura dei capezzoli. Greenwald non considera particolarmente dolorosa la procedura, non più di quella alle orecchie comunque, e di praticarla utilizzando degli anelli d'oro sterilizzati e spruzzando sui capezzoli da forare cloruro di etile come anestetico, dopodiché, una volta forati i capezzoli, vi inserisce degli anelli dorati e i piercing guariscono mediamente in 6-8 settimane. Greenwald in seguito spiega la motivazione della foratura dei capezzoli, ricordando anch'egli l'uso di tale pratica durante l'epoca vittoriana, durante la quale, sostiene, alle ragazzine in giovane età, si foravano contemporaneamente sia i lobi delle orecchie sia i capezzoli durante la stessa seduta, asserendo che, per i vittoirani, indossare anelli ai capezzoli avrebbe contribuito a rafforzare i muscoli del seno. All'inizio degli anni settanta, sostiene Greenwald, molti uomini apprezzavano vedere le mogli con gli anelli al seno e molte donne amavano avere i capezzoli forati per sentirsi "differenti", non solamente per sentirsi più sexy, tuttavia la pratica contribuiva sicuramente anche a favorire questa sensazione. Nella sua esperienza, quindi, il piercing ai capezzoli è quello maggiormente richiesto dopo quello alle orecchie, ma Greenwald riferisce anche di aver ricevuto richieste e di aver praticato piercing alla narice e piercing alle grandi labbra della vulva, il cui scopo sarebbe quello di una sorta di "cintura di castità".
Tra fine anni settanta e i primi anni ottanta, i fumetti di Georges Pichard, celebre disegnatore di fumetti erotici, si fanno via via più espliciti ed estremi. Pichard, che nei suoi racconti di genere "sadiano" aveva iniziato a raffigurare bondage, punizioni e torture di ogni tipo inflitte alle sue eroince, comincia presto a raffigurare anche piercing estremi, compresi alle narici, al setto nasale, ai capezzoli, all'ombelico e alle grandi labbra della vulva (cui frequentemente pone dei lucchetti con la funzione di cintura di castità). Il primo fumetto di Pichard in cui fanno la loro comparsa piercing sessuali è Marie-Gabrielle de Saint-Eutrope, pubblicato da Glénat nel 1977. In questo racconto vi sono numerose vittime di punizioni e torture, cui vengono applicati grossi anelli o lucchetti alle grandi labbra della vulva in funzione anti-masturbatoria e di castità, larghi anelli ai capezzoli e ancora grossi anello al setto nasale. Le raffigurazioni esplicite di rapporti sessuali, torture e piercing, proseguirà anche in molte altre opere successive dell'opera di Pichard, anche pubblicate postume negli anni duemiladieci.

#### Anni ottanta
Tra la fine degli anni settanta e gli anni ottanta, il piercing si diffonde anche nelle sottoculture punk, goth e industrial, prendendo piede in questo ambito anche piercing più estremi e intimi, come ombelico, capezzoli e genitali. Tra i musicisti che in quegli anni indossano svarato piercing, compresi quelli a capezzoli e genitali, troviamo Genesis P-Orridge e l'allora moglie Paula P-Orridge (Alaura O'Dell). La popolarità in ambito underground di questa e di altre pratiche di modificazione corporea, si deve anche e soprattutto alla pubblicazione del libro ReSearch 12: Modern Primitives nel 1989. Nel volume sono presenti numerose interviste, immagini e descrizioni delle pratiche e delle procedure, e tali pratiche vengono così per la prima volta portate all'attenzione di un pubblico più vasto.
Negli anni ottanta, in particolare, ritorna molto in voga il piercing del lobo, ma anche altre forme di piercing cominciano a godere di una certa diffusione, quale ad esempio quello della narice, probabilmente su imitazione del medesimo in uso presso le popolazioni dell'India o dell'Africa. Clinton R. Sanders, nel capitolo dedicato a tatuaggio e piercing, all'interno del quarto volume della Encyclopedia of Criminology and Deviant Behavior, dedicato a ai "comportamenti auto-distruttivi e all'identità svalutata" (Self Destructive Behaviour and Disvalued Identity), fa riferimento al tatuaggio e al piercing come a passati simboli di criminalità e devianza, simboli dei carcerati o dei delinquenti abituali, di prostituite, di membri di gang o propri dell'ambiente gay o lesbico o di quello BDSM, in tutti i casi simbolo del loro allontanamento dalla convenzioni sociali. Tali connotazioni come "marchio" di emarginazione sociale è in seguito passato a simboli di appartenenza a sottoculture underground, quale ad esempio il punk, che li hanno poi fatti migrare, a partire dagli anni ottanta, al mainstream.

#### Anni novanta
Tra i piercing più diffusi il piercing dell'ombelico riscuote, negli anni novanta, ampio interesse nella cultura mainstream. La modella Christy Turlington, ad esempio, lo esibisce ad una sfilata londinese nel 1993 e appare inoltre nel videoclip degli Aerosmith Cryin', sempre del 1993, dove l'attrice Alicia Silverstone si fa forare l'ombelico dal piercer Paul King.
Altro piercing che assurge a pratica mainstream durante gli anni novanta è quello del capezzolo, in particolare grazie al mondo della musica, apparendo, tra l'altro nel libro fotografico Erotica, legato all'album omonimo, di Madonna e venendo esibito da musicisti celebri quali Tommy Lee, Corey Taylor;, Axl Rose, Lenny Kravitz e Joan Jett. Trova ampia diffusione anche nella moda e popolari supermodel lo esibiscono in fotografie di nudo o sulla passerella, indossando abiti che lasciano intravedere il seno scoperto: tra le primissime vi sono Sibyl Buck, che, oltre ai capezzoli, portava anche piercing alla narice, al labbro, all'ombelico e nella cartilagine dell'orecchio; Erica VanBriel, modella belga che a una celebre sfilata haute couture del 1998 di Thierry Mugler sfila indossando un abito da sera appeso ai piercing dei suoi capezzoli; Tasha Tilberg, modella canadese che, negli anni novanta, esibisce svariati piercing ai lobi, alla narice, al labbro inferiore, al setto nasale e indossa anelli in entrambi i capezzoli.
Nel 1994 Jean-Paul Gaultier dedica una celebre e provocatoria sfilata primaverile ready-to-wear, per la sua collezione Les Tatouages, alla tribalità, ai tatuaggi e al piercing dove ogni modella e modello sfilano esibendo piercing e tatuaggi (finti o reali) e che vede tra i suoi protagonisti anche Rossy de Palma, Stella Tennant, Naomi Campbell. La maggior parte dei modelli indossa piercing finti, a parte pochi, tra i quali appunto Sibyl Buck, che esibiscono piercing autentici. La sfilata è considerata oggi una tra le più importanti e innovative e simbolo di diversità nella moda.
Verso la fine del XX secolo diviene anche sempre più comune la perforazione multipla del lobo dell'orecchio e della cartilagine, soprattutto presso le donne.

### XXI secolo
Negli ultimi decenni il piercing è uscito via via dall'underground per divenire pratica comune anche tra i giovani e tra musicisti, modelle, attori. Sono oggi molto comuni piercing a lobi, sopracciglio, narici, labbro, lingua, ombelico, capezzoli e genitali. Grazie alla loro ampia diffusione ed esposizione mediatica, tatuaggio e piercing, oggigiorno hanno perso ogni loro connotazione quale marchio di emarginazione, così come di simbolo di appartenenza a una qualsiasi controcultura, divenendo una mera dichiarazione di appartenere alla moda contemporanea.
Nel corso del secondo decennio del XXI secolo, infatti, il piercing al capezzolo è divenuto, assieme e più di altre forme di piercing, quale ad esempio quella al setto nasale, una moda molto popolare soprattutto tra le ragazze, in seguito alla diffusione di celebrità femminili che lo esibiscono o confessano di averlo. Superata ormai da lustri la sua natura anticonformista, che poteva avere tra gli anni settanta e novanta del XX secolo, c'è chi sostiene che il piercing al capezzolo sia divenuto ora un nuovo "accessorio" di tendenza. Brian Keith Thompson, piercer di Los Angeles proprietario del Body Electric Tattoo e in voga tra le celebrità, sostiene che il piercing al capezzolo sia oggi ricercato perché personale e distintivo e che lo si possa condividere solamente con chi si desidera, nascondendolo facilmente e rappresentando comunque sempre un gesto di ribellione oltre ad avere forti connessioni con l'erotismo. Lo stesso Thompson riferisce come nella West Coast il piercing al capezzolo sia il piercing più diffuso, surclassando persino il piercing del setto nasale.

### Libri
- (EN) Cecil Adams, More of the straight dope, New York, Ballantine Books, 1988.
- (EN) W.R. Anderson, History of Piercing, in Jason Payne-James e Roger W. Byard (a cura di), Encyclopedia of Forensic and Legal Medicine, 2ª ed., 2016.
- (EN) Elayne Angel, The Piercing Bible. The Definitive Guide to Safe Body Piercing, The Crossing Press, 2009, ISBN 1-58091-193-5.
- (EN) Barbara Bartels, Tremendous Texas, Premium Pr Amer, 2002, ISBN 1887654526.
- (DE) Iwan Bloch, Beiträge zur Aetiologie der Psychopathia sexualis, Dresda, Dohrn, 1903.
- (EN) Ivan Bloch, Sexual Life in England. Past and Present, Londra, Francis Aldor, 1938, ISBN non esistente.
- Bodhipat A-rà, Manuale per fare di voi ciò che volete. Dal piercing alla scarificazione, Malatempora, 1999, ISBN 88-8210-025-1.
- (EN) Gary Burns, A Companion to Popular Culture, John Wiley & Sons, 2016, ISBN 1405192054.
- (EN) Rufus C. Camphausen, Return of the Tribal. A celebration of body adornment. Piercing, tattooing, scarification, body painting, Rochester, Park Street Press, 1997, ISBN 0892816104.
  -  Rufus C. Camphausen, La tribù del tatuaggio. Piercing, tatuaggi e altri riti di decorazione del corpo, Lyra Libri, 1999, ISBN 88-7733-230-1.
- Simona Carlucci e Giorgio Urisini Uršič (a cura di), L'asino e la zebra. Origini e tendenze del tatuaggio contemporaneo, De Luca Editore, 1985.
- (EN) Pauline Clarke, The Eye of the Needle, Pauline Clarke, 1994, ISBN 0-9521175-0-9.
- (EN) Margo Demello, Encyclopedia of Body Adornment, ABC-CLIO, 2007, ISBN 0313336954.
- (EN) Hans Peter Duerr, Dreamtime. Concerning the Boundary Between Wilderness and Civilization, Blackwell Pub, 1987.
- (EN) A.P. Elkin, Aboriginal Men of High Degree. Initiation and Sorcery in the World's Oldest Tradition, Inner Traditions/Bear & Co, 1993, ISBN 0892814217.
- (EN) Bruce Felton e Mark Fowler, Felton & Fowler's More best, worst, and most unusual, Information House Books, 1976.
- (EN) Nancy Friday, My Secret Garden. Women Sexual Fantasies, Simon & Schuster, 1973.
- (EN) Nancy Friday, Forbidden Flowers. More Women’s Sexual Fantasies, Simon & Schuster, 1975.
- (DE) Eduard Fuchs, Die Frau in der Karikatur, Monaco di Baviera, 1928.
- (EN) Harold Greenwald e Ruth Greenwald, The Sex-Life Letters. Fasicnating correspondence from todays men and women about the variety of their sexual attitudes and experiences, New York, Bantam Books, 1973, ISBN non esistente.
- (EN) Edgar Gregersen, Sexual Practices. The Story of Human Sexuality, New York, F. Watts, 1983.
  -  Edgar Gregersen, ReSearch. Pratiche sessuali. L'amore nel mondo. Tradizioni, riti e costumi. Repressione e libertà della vita sessuale, Lyra Libri, 1987, ISBN 88-7733-120-8.
- (EN) Rayner W. Hesse, Jewelrymaking through History: An Encyclopedia. Handicrafts through World History, Greenwood Press, 2007.
- (EN) Hilaire Hiler, From Nudity to Raiment. An Introduction to the Study of Costume, Londra, W. & G. Foyle, 1929.
- (EN) Bernhardt J. Hurwood, The Golden Age of Erotica, Sherbourne Press, 1965.
- (EN) Bernice Kanner, Are you normal about sex, love, and relationships?, New York, St. Martin's Griffin, 2004, ISBN 0312311079.
- (EN) Stephen Kern, Anatomy and Destiny. A Cultural History of the Human Body, Bobbs-Merrill Company, 1975.
- (DE) Friedrich Salomo Krauss, Die anmut des Frauenleibes mit Abbildungen nach original Photographien, Schumann, 1904.
- (EN) Alphonso Lingis, Excesses. Eros and Culture, Suny Press, 1983, ISBN 0873957970.
- (EN) Rustam J. Mehta, Scientific Curiosities Of Sex Life, 8ª ed., Bombay, D.B. Taraporevala Sons & Co., 1912.
- (EN) Jean-Chris Miller, The Body Art Book, Penguin, 2004, ISBN 0-425-19726-3.
- (EN) Nancy Mohrbacher e Julie Stock, The Breastfeeding Answer Book, La Leche League International, 2003, ISBN 0912500921.
- (EN) Desmond Morris, Bodywatching. A field guide to the human species, New York, Crown, 1985.
- (EN) Desmond Morris, The Naked Woman. A study of the female body, Londra, Jonathan Cape, 2004, ISBN 0224063960.
  -  Desmond Morris, L'animale donna. La complessità della forma femminile, traduzione di Cecilia Scerbanenc, Milano, Mondadori, 2004, ISBN 8804539372.
- (DE) E. Neumann, John Bull beim Erziehen. Eine Sammlung Briefe von Anhängern und Gegnern der körperlichen Züchtigung und Korsettdisziplin im englischen Erziehungswesen, Dresda, 1901.
- (EN) Marianne Ostier, Jewels & Women. The Romance, Magic and Art of Feminine Adornment, New York, Horizon Press, 1958.
- (FR) Georges Pichard, Marie-Gabrielle de Saint-Eutrope, Grenoble, Glénat, 1977, ISBN non esistente.
- (EN) Ted Polhemus e Housk Randall, The Customized Body, Serpent's Tail, 1996, ISBN 1-85242-522-9.
- (EN) Clinton R. Sanders, Tattooing and Body Piercing, in Charles F. Faupel e Paul M. Roman (a cura di), Encyclopedia of Criminology and Deviant Behavior. Volume IV. Self Destructive Behaviour and Disvalued Identity, Philadelphia, Brunner-Routledge, 2001, ISBN 1560327723.
- (EN) Sarah Sawyer, Body piercing and tattooing. The hidden dangers of body art, 1ª ed., New York, The Rosen Publishing Group, 2007, ISBN 978-1-4042-0947-3.
- (EN) Susan Seligson, Stacked. A 32DDD Reports From the Front, New York, Bloomsbury, 2007, ISBN 1596911174.
- (EN) Victoria Sherrow, For Appearance' Sake. The Historical Encyclopedia of Good Looks, Beauty, and Grooming, Greenwood Publishing Group, 2001, ISBN 1573562041.
- (EN) Valerie Steele, Fashion and eroticism. Ideals of feminine beauty from the Victorian era to the Jazz Age, New York/Oxford, Oxford University Press, 1985, ISBN 0-19-503530-5.
- (EN) Valerie Steele, Fetish. Fashion, Sex, and Power, New York/Oxford, Oxford University Press, 1996, ISBN 0-19-509044-6.
- (EN) Valerie Vale e Andrea Juno (a cura di), Modern Primitives. An Investigation of Contemporary Adornment & Ritual, Re/Search Publications, 1989, ISBN 978-0-940642-14-0.
  -  Valerie Vale e Andrea Juno (a cura di), ReSearch. Tatuaggi corpo spirito, Apogeo, 1994, ISBN 88-7303-077-7.
- (EN) Vatsyayana, Kamasutra, a cura di Wendy Doniger e Sudhir Kakar, Oxford/Toronto, Oxford University Press, 2003.
- (EN) Jim Ward, Running the Gauntlet. An Intimate History of the Modern Body Piercing Movement, Re Ward Inc, 2011, ISBN 978-0-615-42472-9.
- (EN) Spider Webb, Tattooed Women, Schiffer Publishing, 2001, ISBN 0-7643-1540-4.
- (EN) Spider Webb, Heavely Tattooed Men & Women, Schiffer Publishing, 2002, ISBN 0-7643-1605-2.
- (EN) Marilyn Yalom, A history of the breast, New York, Ballantine Books, 1998, ISBN 0-345-38894-1.
- (EN) Steven Zeeland, Sailors and sexual identity. Crossing the line between "straight" and "gay" in the U.S. Navy, New York, Haworth Press, 1995, ISBN 1560248505.

### Articoli
- (EN) Karen Aubrey, Body Piercing. Gender Nihilism in the 90s (abstract), in Studies in Popular Culture, vol. 17, n. 2, Popular Culture Association in the South, aprile 1995,  pp. 31-37.
- (EN) Tim Healey, Those Little Perforations, in World Medicine, 15 novembre 1978.
- (EN) Doug Malloy, Body & Genital Piercing in Brief, in Running The Gauntlet. URL consultato il 18 novembre 2021 (archiviato dall'url originale il 16 novembre 2021).
- (EN) Charles Moser, Joann Lee e Poul Christensen, Nipple Piercing. An Exploratory-Descriptive Study (PDF), in Journal of Psychology & Human sexuality, vol. 6 (2), 1993,  pp. 51-61. URL consultato il 18 novembre 2021 (archiviato dall'url originale l'11 giugno 2016).
- Paolo Rinaldi, Straziami, ma di spille saziami, in Phototeca, anno III, n. 9, Phototeca s.r.l. Editrice, dicembre 1982.